# Przydomki migowe
Przydomki migowe są najbardziej charakterystycznymi dla polskiego języka migowego nazwami własnymi. Są nadawane przez członków danej grupy osobom należącym do społeczności Głuchych lub bardzo z nią związanym; zarówno głuchym, jak i słyszącym.  Te specyficzne znaki migowe można porównać do nicków. Spełniają funkcję identyfikacyjną oraz są wyrazem ekonomizacji języka – zamiast daktylować za pomocą znaków alfabetu palcowego całego imienia i nazwiska (z wyjątkiem daktylogramów dz, dż, dź jeden daktylogram odpowiada jednej literze alfabetu polskiego) w toku rozmowy używa się jednego znaku migowego określającego daną osobę. 
Przydomki migowe są tworzone na podstawie:
- nazwiska
- wyglądu (Krótkowłosa, Broda, Ruda)
- cechy charakteru (Wesoła)
- posiadanego hobby (Muzyka)

Możliwe są także znaki nadawane w wyniku interakcji zaistniałej w konkretnej sytuacji (np. Nie wiem pokazane za pomocą emblematu, a nie znaku migowego nie wiem), przydomki zaczerpnięte z daktylogramów od pierwszej litery imienia, także jego formy zdrobniałej (np. G dla Gosi) albo inne.
W przypadku przydomków tworzonych od nazwisk najczęściej występuje mechanizm dokładnej prioprializacji, czyli przejścia nazwy pospolitej w nazwę własną (Góra, Kowal). Co ważne – znaki migowe oznaczające nazwę pospolitą oraz przydomek wyglądają tak samo. Czasem – na poziomie języka polskiego – prioprializacji towarzyszy ucięcie (Grzyb od nazwiska Grzybowska) lub zmianie paradygmatu (Wypchać od nazwiska Wypchał). Przydomek migowy może być także utworzony na podstawie szeroko rozumianego fonetycznego (!) podobieństwa brzmieniowego (Dom otwarty od nazwiska Tomaszewki i Robot od nazwiska Chrobot).